# Red Mosquito
«Red Mosquito» es una canción del grupo de rock Pearl Jam que aparece en su cuarto álbum de estudio, No Code. A pesar de no haber sido lanzada como sencillo, la canción alcanzó el lugar número #37 de la lista Mainstream Rock Tracks de la revista Billboard.
Una interpretación en vivo de "Red Mosquito" se puede escuchar en el álbum "Live On Two Legs".

## Significado de la letra
La letra de "Red Mosquito" fue creada por Eddie Vedder mientras permaneció en un hospital de la ciudad de San Francisco en junio de 1995 después de haber sufrido los efectos de un envenenamiento por comida. El grupo estaba contratado ese día para tocar en el Golden Gate Park frente a 50 000 personas. Vedder dejó el hospital para cantar en el concierto, pero solo pudo cantar siete canciones. Neil Young reemplazó a Vedder el resto de ese concierto. Debido al estado de salud de Vedder, el grupo se vio forzado a cancelar las fechas restantes de esa gira hasta que él se restableciera.

## Posiciones en listas
Toda la información está tomada de varias fuentes.
| Año  | Lista                                     | Posición |
| ---- | ----------------------------------------- | -------- |
| 1996 | Mainstream Rock Tracks en Estados Unidos. | 37       |